# Hesperoyucca whipplei

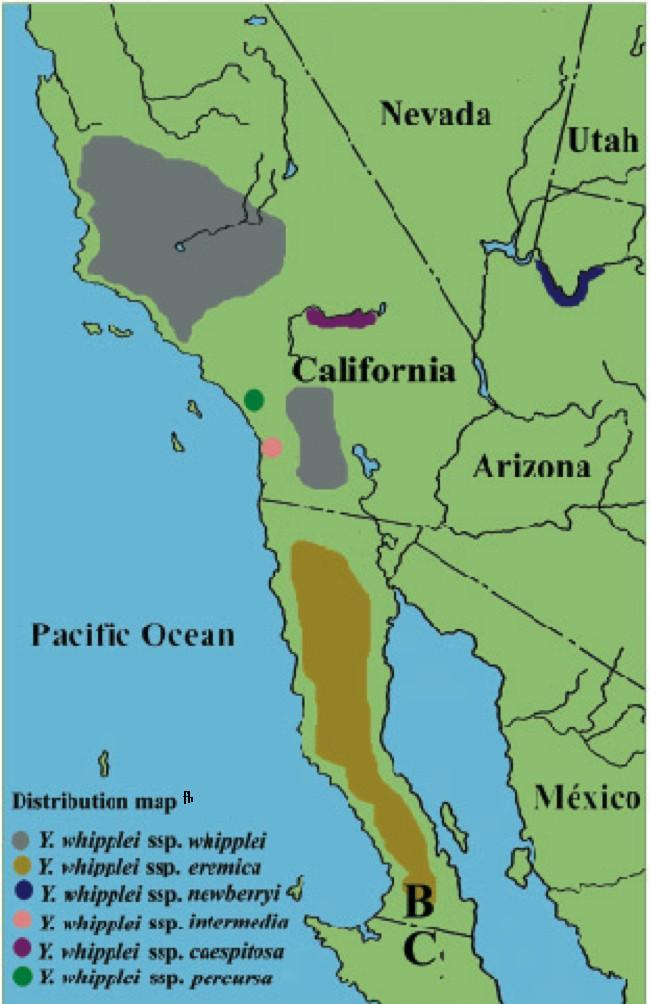
Verbreitungsgebiet der Art als Yucca whipplei

Hesperoyucca whipplei ist eine Pflanzenart der Gattung Hesperoyucca in der Familie der Spargelgewächse (Asparagaceae). Trivialnamen in anderen Sprachen sind „Our-Lord´s Candle“, „Chaparral“ und „Quixote Yucca“.

## Beschreibung
Die solitär wachsende, stammlose, monokarpische Hesperoyucca whipplei hat dünne, flexible, meist ganzrandige Laubblätter. Diese sind bläulich bis grau gefärbt und 25 bis 65 cm lang und 1 bis 2 cm breit.
Der rispige Blütenstand wird, wie auch bei Yucca elata, 2 bis 5 Meter hoch. Die duftenden, kugeligen, hängenden Blüten weisen eine Länge und von 3 bis 5 cm und einen Durchmesser 1 bis 3 cm auf. Die sechs gleichgestaltigen Blütenhüllblätter sind weiß bis cremefarbenen, mit violetten Spitzen. Die Blütezeit reicht von März bis Juni.
Die Gebirgsformen sind bei trockenem Stand frosthart bis −18 °C. Sie sind selten in den Sammlungen in Europa und schwierig zu kultivieren, jedoch hat ein Exemplar in der Sammlung von T. Bolliger in der Schweiz geblüht.

## Systematik und Verbreitung
Hesperoyucca whipplei ist im mexikanischen Niederkalifornien (Baja California) und im südlichen Teil des US-Bundesstaates Kalifornien in Chaparralregionen und Wüstenregionen in Höhenlagen zwischen 400 m und 2400 m verbreitet. Sie wächst oft vergesellschaftet mit Yucca brevifolia, Yucca schidigera, Yucca baccata und verschiedenen Agaven- und Kakteenarten.
Die Erstbeschreibung durch John Torrey wurde  1861 veröffentlicht. Den Namen hatte er bereits 1858 vorgeschlagen. William Trelease stellte die Art 1893 in die Gattung Hesperoyucca.
Synonyme sind unter anderem Yucca whipplei subsp. caespitosa (M.E.Jones) A.L.Haines, Yucca whipplei subsp. intermedia A.L.Haines, Yucca whipplei subsp. percursa A.L.Haines und Yucca whipplei subsp. eremica Epling & A.L.Haines.